# Ulisses Riedel de Resende
Ulisses Riedel de Resende (São Vicente, 19 de outubro de 1933) é um advogado e ex-senador brasileiro. Especializado na área trabalhista, construiu sua reputação defendendo os direitos dos trabalhadores, principalmente por meio dos sindicatos. Idealizador e fundador do DIAP, Ulisses participou dos bastidores da Assembleia Constituinte em 1987, sendo chamado nominalmente de lobista por jornais na época. Foi professor de Direito no Centro de Ensino Unificado de Brasília, tendo sido escolhido paraninfo de diversas turmas de graduandos de Direito na instituição. Dentre elas, a Classe Ulisses Riedel de Resende se formou em 1977.
Ulisses se especializou em causas trabalhistas ao longo de sua carreira como advogado. O escritório de advocacia fundado por Ulisses se deu início no Rio de Janeiro em 1959 e foi transferido para Brasília em 1971, acompanhando o Tribunal Superior do Trabalho (TST). Em meados dos anos 90, estima-se que 60% de todos os processos judiciais do Tribunal Superior do Trabalho foram representados pelo escritório do Ulisses.
Foi eleito em 1994 como suplente do Senador Lauro Campos, assumindo o mandato devido ao falecimento do titular semanas antes dos senadores eleitos em 2002 tomarem posse.
Também é conhecido por sua defesa ao vegetarianismo e ao veganismo, por seu suporte à Sociedade Teosófica no Brasil, pela promoção do Esperanto como língua universal, como palestrante de causas humanitárias e fundador da OSCIP União Planetária. Participou de vários congressos como em 2018 do painel no Sexto Congresso de Líderes de Religiões Mundiais e Tradicionais em Astana, apesar de não se enquadrar como religioso e sim como humanista.

## Biografia

### Infância e juventude
Nascido em São Vicente, SP, em 19 de outubro de 1933, filho de Benedito Josué Rezende e Olga Riedel de Rezende (née: Olga Machado Riedel), Ulisses foi o terceiro filho do casal. A família era vegetariana desde antes do nascimento dos filhos e esta característica foi marcante na formação das prioridades de Ulisses.
O sobrenome de Ulisses mudou de “Rezende” para “Resende” devido a um erro no cartório na ocasião de seu casamento com Enide Borges de Resende, em junho de 1956. O casal se conheceu quando ela tinha quatro anos e ele tinha seis anos de idade em um evento da Sociedade Teosófica. Ulisses e Enide tiveram cinco filhos, além do filho de criação.

### Carreira
Ulisses Riedel de Resende iniciou o seu desenvolvimento como advogado na Universidade Mackenzie, em São Paulo, no ano de 1955. Por conta de seu casamento, Ulisses se mudou para o Rio de Janeiro, mudando seu curso para a Faculdade de Ciências Jurídicas, em 1959. Ele fez estágio na defensoria pública e na Confederação Nacional dos Trabalhadores de Transportes Terrestres, mas o emprego não estava garantido para após a diplomação. Ulisses conta em entrevista ao Centro de Estudos de Cultura Contemporânea da Universidade Presbiteriana Mackenzie que passou a frequentar a Justiça do Trabalho, no Rio de Janeiro, para observar o trabalho dos advogados e, eventualmente, passou a oferecer seus serviços como suporte àqueles que estavam comprometidos com mais audiências do que era possível estar presente.
A sua escolha pelo direito do trabalho e funcionários públicos levou-o a servir os sindicatos de trabalhadores em todos os níveis judiciais. Após pouco mais de dois anos a trabalhar como advogado, nos anos 60, o Dr. Ulisses foi representante de doze sindicatos no Estado do Rio de Janeiro e mais quatro sindicatos de trabalho de São Paulo no Tribunal Superior do Trabalho. Fundou seu escritório de advocacia em 1959 sendo o mesmo transferido para Brasília em 1971. O escritório Riedel no final dos anos 90, trabalhou para um aumento salarial de 54% para professores públicos no Distrito da Capital e foi indubitavelmente uma vitória para 11 mil trabalhadores; tal como na mesma década, o aumento de 33% dos pagamentos de sucesso para mais de 2 mil trabalhadores da NOVACAP (Empresa de Urbanização da Nova Capital).

#### Docência
Em 1967, o Dr. Ulisses Riedel iniciou as suas atividades como professor de Direito do Trabalho na Faculdade de Ciências Jurídicas da Universidade Gama Filho, no Rio de Janeiro. A sua carreira cresceu para novas perspectivas após a sua mudança, em 1971, para Brasília, a nova capital nacional, onde continuou a partilhar os seus conhecimentos no Centro de Ensino Unificado de Brasília. Desde então, o seu nome foi eternizado como professor honorário de várias classes de novos advogados, como a Classe Ulisses Riedel de Resende de 1977. Nesse ano, recebeu uma grande honra pela turma do Sesquicentenário da Fundação dos Cursos de Direito do Brasil.

#### O DIAP
Em 1983, em meio ao movimento de redemocratização brasileira e engajado com a defesa dos trabalhadores junto a sindicatos, Ulisses foi um dos fundadores do DIAP – Departamento Intersindical de Assessoria Parlamentar, uma entidade suprapartidária que acompanha os interesses dos trabalhadores e servidores públicos no Congresso Nacional e que já contou com mais de 900 sindicatos filiados. Ocupou o cargo de Diretor Técnico deste órgão, passando apontamentos aos membros do parlamento pelo seu envolvimento nas reivindicações e necessidades dos trabalhadores, influenciando assim diretamente o processo de redemocratização brasileira.
Através do DIAP, o Dr. Ulisses fez parte da elaboração da atual Constituição Federal Brasileira sobre os temas relacionados com os direitos sociais e dos trabalhadores, tal como descrito no relatório do projeto "Memórias da Constituinte". O livro “Quem foi quem na Constituinte”, um compilado de avaliação da posição de cada parlamentar nas votações que construíram os direitos e deveres na Constituição Federal de 1988, repercutiu nas eleições seguintes, com resultados que foram desde a informação chegando ao eleitor, a escolha de chapas coerentes e as relações entre os poderes.

#### A União Planetária
Ulisses e um grupo de amigos e intelectuais de livre pensamento de várias áreas distintas reuniram-se para discutir política e espiritualidade, e, em uma dessas conversas, decidiram que era preciso agir. A União Planetária é uma Organização da Sociedade Civil (OSC) que foi formada com a intenção de fazer o bem a partir da percepção de que “a unidade da vida se completa com uma atitude amorosa e solidária”. A UP iniciou suas atividades no ano de 1997, desenvolvendo e apoiando projetos sociais, educacionais e de comunicação no Brasil e no mundo, disseminando exemplos positivos e os resultados produzidos por quem acredita na evolução da humanidade através dos valores e do relacionamento saudável entre todos. Nesse contexto, a UNIÃO PLANETÁRIA criou também a TV SUPREN, agora Canal SUPREN, um espaço educativo e cultural, que disponibiliza conteúdo audiovisual e jornalístico.
Desde sua fundação trabalha com o principal objetivo de defender e preservar os ideais das Nações Unidas de fraternidade universal, de paz mundial e de justiça social. Em outras palavras, trabalha pelo fim da miséria e de todos os males sociais. Desde 2010, é uma Organização da Sociedade Civil de Interesse Público (OSC). É credenciada pela ONU para a divulgação dos Objetivos do Milênio e dos Objetivos de Desenvolvimento Sustentável, sendo responsável pela divulgação na América do Sul, em especial para Brasília e para o Brasil.

#### Fazenda Recreio Bona Espero
A  Bona Espero (na Boa Esperança , Esperanto , nome completo Fazenda-Escola Bona Espero ) foi uma escola e fazenda para crianças em estado de vulnerabilidade perto da cidade de Alto Paraíso de Goiás, no Brasil . Este lar infantil com escola primária (inicialmente tinha a função de reformatório) foi fundado em  1957 por seis esperantistas brasileiros com o propósito de educar crianças sem família ou crianças em outras situações de vida de alto risco. Após encerrar suas atividades, Ulisses assumiu o papel de continuar trabalhando seus valores na comunidade local.
Atualmente é um hotel fazenda aberto ao público com a proposta de turismo regenerativo, oferecendo ao público visitas a cachoeiras locais e um restaurante vegano, estimulando a economia local.

## Vida pessoal
Ulisses Riedel, que atualmente é casado com a Sr.ª Vanda Beatriz Riedel de Resende, tem oito filhos, vinte e três netos e nove bisnetos. Junto com a sua família cultiva os valores do veganismo, fazendo com que ao longo de quatro gerações seus descendentes já tenham nascido vegetarianos ou veganos. Estes valores herdou de sua mãe Olga e além de cultivá-los em família traz à sociedade a mesma proposta, mantendo atualmente dois restaurantes na cidade de Brasília, o Villa Vegana e o Supren Verda.

## Livros publicados
- O Doce Rebelde - A história de cada um de nós - em Português (Doce Rebelde - História de cada um de nós - Português)
- Dulce Rebelde - La história de cada uno de nosotros - em Espanhol (Doce Rebelde - História de cada um de nós - Espanhol)
- Ecologia Espiritual - Genealogia da Alma - em português (Ecologia Espiritual - Genealogia da Alma - Português)
- Spiritual Ecology - Soul Genealogy – English  (Ecologia Espiritual - Genealogia da Alma)
- A Causa da Miséria e sua Superação - em português